# (11965) Catulle
(11965) Catulle, désignation internationale (11965) Catullus, est un astéroïde de la ceinture principale d'astéroïdes.

## Description
(11965) Catulle est un astéroïde de la ceinture principale. Il fut découvert par Eric Walter Elst le 12 août 1994 à l'ESO. Il présente une orbite caractérisée par un demi-grand axe de 2,9 UA, une excentricité de 0,22 et une inclinaison de 11,011° par rapport à l'écliptique.
Il fut nommé en hommage à Catulle, poète romain (84-54 av. J.-C.).

## Compléments